# 漫游欲
漫游欲（英語：Wonderlust）是对漫游、旅行和探索世界的强烈渴望或冲动。该术语源自德语单词（“徒步旅行”）和（“欲望”），字面意思是“徒步旅行的享受”，尽管它通常被描述为“漫步、漫游或徘徊的享受”。

## 历史
在浪漫主义时期的欧洲，上流社会的青年流行去意大利和希腊壮游，甚至去埃及探索文明起源，以获取知识。

## 基因
一些研究将这种对旅行的热情归因于DRD4-7R基因，也就是人们熟知的“旅行者基因”，它是某种多巴胺受体基因。生物学家专家将这种基因与5万多年前迁徙社区的后裔联系起来，尽管目前这种基因只存在于20%的人口中。
携带这种基因的人更喜欢探险，更愿意冒险，并且更渴望旅行和探索。他们被挑战所吸引，并时刻准备着应对变化。